# Rödjan, Alingsås kommun
Rödjan är bebyggelse i Erska socken i Alingsås kommun. SCB avgränsar här en småort från 2023.